# Luma Russo
Luma Russo Moura (Belo Horizonte, 30 de março de 1995) é uma piloto de avião, modelo, maquiadora e rainha de concursos de beleza brasileira, que venceu a primeira edição do concurso Miss Charme em 2023.

## Biografia
Luma Russo Moura nasceu em Belo Horizonte, a capital do estado de Minas Gerais. Até os nove anos, morou na cidade de Divinópolis.
Antes de começar sua jornada nos concursos de beleza, Russo visitou e morou em diversos países como Bolívia, Estados Unidos, Inglaterra e Catar. Ela fala fluentemente inglês, espanhol e português brasileiro.
Estudou no Cambridge College em Santa Cruz de la Sierra, Bolivia, entre 2005 e 2007. Entre 2008 e 2009, estudou na capital do Catar, na Park House School.
Em 2014, Russo participou do evento Skymates, em Arlington, Texas, para realizar o exame de licença para pilotagem. Além disso, ela participou de um curso de piloto profissional na FTA em Shoreham-by-Sea, Inglaterra.  Em 2022, Luma começou a cursar bacharelado em Direito, no município de Divinópolis, Minas Gerais.

## Concursos de Beleza
Miss Minas Gerais CNB 2020
Válido para escolher três representantes para disputa nacional em três concursos de beleza (Miss Mundo Brasil, Miss Grand Brasil e Miss Brasil Supranacional). Russo disputou o certame, representando Divinópolis. Ela ficou 3° lugar, obtendo o título de Miss Supranacional Minas Gerais 2020.

Miss Brasil Supranacional 2020
Representou o estado de Minas Gerais no concurso. No dia 28 de novembro de 2020, ela competiu contra outras 28 candidatas, obtendo o 3° lugar. A vendedora da competição foi Deise Benício, do Distrito Federal.

Miss Charme Brasil 2022-2023
Após a desistência da detentora original do título de Miss Chame Brasil 2022-2023, a organização do CNB (responsável pelo franqueado no Brasil), nomeou Luma para assumir a coroa e disputar a etapa internacional do concurso, que aconteceria em fevereiro, no Vietnã.

Miss Charme 2023
Realizado em 16 de fevereiro de 2023, no Teatro Hoa Binh, na cidade de Ho Chi Minh, Vietnã. Russo competiu contra outras 37 candidatas. Ao final do evento, ela foi aclamada como vencedora, tornando-se a primeira Miss Charme da história.